# Michel Gillibert
Pour les articles homonymes, voir Gillibert.
Michel Gillibert, né le 8 avril 1945 à La Chapelle-de-Guinchay (Saône-et-Loire) et mort le 17 octobre 2004 à Droue-sur-Drouette (Eure-et-Loir), est un écrivain et homme politique français.

## Biographie

### Homme d'affaires, handicapé, dirigeant associatif
Homme d'affaires lyonnais natif de Saône-et-Loire, Michel Gillibert est à la tête d'un groupe immobilier (société BERI). Le 20 septembre 1979, un accident d'hélicoptère le rend tétraplégique, à l'âge de 34 ans.
Après plusieurs mois de coma, il reprend peu à peu le dessus et crée en 1985 le Mouvement de défense des grands accidentés de la vie. Cette association est mise en place avec l'aide de quelques amis, dont certains du monde du spectacle tels Jane Birkin, qui en sera la marraine, et José Artur. Il est également à l'origine de la fondation de l'Institut de recherche sur la moelle épinière (IRME). En 1987-1988, il anime une émission sur Europe 1 Vive la vie, aidons-les.
Dès 1984, il est reçu par le président François Mitterrand, qu'il retrouve en avril 1987 dans le cadre de l'opération « Ballons, ciel d'espoir » au profit de la recherche sur la moelle épinière.

### Secrétaire d'État aux Personnes handicapées
Le 28 juin 1988, et bien que Michel Gillibert ignore le fonctionnement du monde politique, il est nommé secrétaire d’État (auprès du Ministre de la Solidarité, de la Santé et de la Protection sociale), « chargé des Handicapés et des Accidentés de la vie » dans le gouvernement de Michel Rocard (1988-1991).
Ayant refusé les locaux qui lui étaient proposés, il installe le ministère à son propre domicile.
Il est reconduit dans les gouvernements d'Édith Cresson (1991-1992) et de Pierre Bérégovoy (1992-1993).
On lui doit notamment la loi d'accessibilité du 13 juillet 1991 et un certain nombre d'avancées nationales, parfois reprises à l'étranger. Il critique le concept du Téléthon et son manque de partage des gains avec d'autres associations,.
Quand la gauche socialiste perd les élections législatives de 1993, il quitte le secrétariat d'État, apparemment sans inquiétude pour lui-même : il a reçu plusieurs propositions de pays étrangers pour mettre en œuvre chez eux la politique globale du handicap qu'il a instaurée et qui place la France en position de précurseur[réf. nécessaire]. Un projet semble aussi vouloir s'amorcer avec l'ONU[réf. nécessaire]. Plusieurs personnalités politiques françaises l'ont également assuré de leur soutien. En parallèle, il se remet à l'écriture des livres qu'il projette.

### Poursuites judiciaires
Dans le cadre d'une enquête ouverte en 1993 à la suite d'une plainte déposée au pénal par deux anciens responsables d'associations, Michel Gillibert est accusé d'avoir subventionné cinq associations présumées fictives à hauteur d'environ 1,3 million d'euros afin de payer certains membres de son cabinet et des dépenses personnelles, ce qu'il nie. Il est mis en examen en novembre 1994.
Un premier procès a lieu en 2003 en correctionnelle, pour la partie des délits présumés ne relevant pas directement de ses fonctions de secrétaire d'État, et un second en 2004 devant la Cour de justice de la République (CJR), seule juridiction compétente pour se prononcer sur des faits commis par des membres du gouvernement dans l'exercice de leurs fonctions. Bien qu'ayant continué à nier les accusations tout au long des 10 ans d'instruction, Michel Gillibert est condamné à l'issue du premier procès à 10 mois d'emprisonnement avec sursis et 5 000 euros d'amende et fait appel. La CJR en juillet 2004 le déclare coupable d'escroquerie au préjudice de l'État et le condamne à une peine de trois ans de prison avec sursis, 20 000 euros d'amende et à cinq ans d'interdiction de vote et d'éligibilité. Très malade (grabataire), il n'avait pu assister à aucun des deux procès.
Le 27 juillet 2004, il renonce à se pourvoir en cassation contre la condamnation de la CJR. Le 1er septembre 2004, il renonce à son appel de la condamnation du tribunal correctionnel.

### Mort
Michel Gillibert meurt le 17 octobre 2004 à Droue-sur-Drouette. Il est inhumé le 20 octobre suivant auprès de ses parents à Baudrières en Saône-et-Loire.

### Famille
Avec Françoise Barquin, il a trois enfants, Charles, producteur de cinéma, Violaine et Emmanuel.
En 2010, sa fille Violaine Gillibert publie L'Écharpe blanche. À cette occasion, plusieurs médias reviennent sur la vie de Michel Gillibert. Selon Violaine Gillibert, son père « a payé cher [le fait] de ne pas être du sérail ».

## Publications
Journaliste et écrivain, il est l'auteur de deux livres : Rien Passionnément (publié en 1987 aux Éditions no 1) et À vol d'Oiseau (publié en 1994 aux éditions JC Lattès). Coauteur d'un ouvrage collectif (Le courage, éditions Autrement, 1992) dont il a rédigé le chapitre intitulé Être soi-même ?, il a également signé de nombreuses préfaces et post-faces d'ouvrages.

## Décorations et distinctions
- Chevalier de la Légion d'honneur[17]. La décoration lui est remise en juin 1988 par Jean-Luc Lagardère,
- Grand-croix de l'Ordre pro Merito Melitensi[18],
- Prix international de la Solidarité (Italie),
- Distinction des Nations unies pour actions menées en faveur des personnes handicapées sur le plan mondial[19],
- Étoile d'or du civisme.